# Kalwaria Zebrzydowska Lanckorona
Kalwaria Zebrzydowska Lanckorona – stacja kolejowa w Kalwarii Zebrzydowskiej, w województwie małopolskim, w powiecie wadowickim.

## Ruch pasażerski
| Rok  | Wymiana pasażerska na dobę |
| ---- | -------------------------- |
| 2017 | 100-149                    |
| 2022 | 200-299                    |
| 2024 | 300-699                    |